# T.I.
Clifford Joseph Harris Jr. (sinh ngày 25 tháng 9 năm 1980; nghệ danh T.I., Tip; cách điệu: TIP hay T.I.P) là nam ca sĩ nhạc rap, nhạc sĩ, nhà sản xuất, diễn viên người Mỹ và là chủ hãng Grand Hustle Records. Được dìu dắt bởi ông nội, anh đã bắt đầu hát rap từ năm 7 tuổi. Khi là thiếu niên,anh đã từng bán ma túy. T.I đã từng được biết đến là người của băng nhóm Rubber Band Man (những người đeo băng buộc cao su), là những người thường đeo băng cao su quanh cổ tay để chứng tỏ là mình giàu có về ma túy và tiền bạc. Ở tuổi 14, anh đã vào tù ra khám vài lần. Anh được đặt biệt danh T.I.P theo tên của cụ cố nội của mình. Kawan "KP" Prather, 1 nhà sản xuất âm nhạc, đã phát hiện và ký hợp đồng với T.I khi anh ở tuổi thiếu niên. Sau khi ký hợp hợp đồng với LaFace Records, 1 chi nhánh của công ty Arista Records vào năm 2001, anh đã rút ngắn tên mình còn lại là T.I để thể hiện sự kính trọng với ca sĩ cùng công ty Q-Tip. Tháng 1 năm 2009 T.I. đã có được 9 đĩa đơn lọt vào tốp 10 bảng xếp hạng Billboard Hot 100 trong đó có 3 đĩa đạt quán quân là "My love" (hát phụ họa cho ca sĩ Justin Timberlake), "Whatever You Like" và "Live Your Life" (hát với Rihanna). Năm 2009,T,I đã xuất hiện trong 1 tập của Kathy Griffin: My Life on the D-List trong vai chính mình.

## Sự nghiệp âm nhạc

### Giai đoạn 2001-2002: I'm Serious
T.I phát hành đầu tiên vào tháng 10,2001 "I'm Serious" thông qua hãng đĩa Arista Records. Album này đã tạo ra 1 đĩa đơn theo nhịp mạnh của người Jamaica,với sự xuất hiện của nghệ sĩ Beenie Man.Single đầu tay I'm serious nhận được it sự quan tậm và thất bại thảm hại trên bảng xếp hạng.Album này xuất hiện những khách mời đặc biệt như Pharrell Williams của The Neptunes (người tự xưng là "the Jay-Z of the South"), Jazze Pha, Too Short, Bone Crusher, Lil Jon, Pastor Troy, P$C và Youngbloodz.Album được sản xuất bởi The Neptunes, DJ Toomp, Madvac, và The Grand Hustle Team.Dù có sự xuất hiện của 1 dàn sao khách mời và nhà sản xuất,nhưng Album chỉ leo lên đến hạng 98 và chỉ bán được 163.000 bản tại Hoa Kỳ.Những nhà phê cho rằng vì Album có quá nhiều bài hát "na ná" nhau,và "kêu la" um sùm.Những ý kiến khác cho rằng: "T.I đã là ông vua của miền Nam,nhưng đã thất bại để chứng tỏ điều đó.Tuy nhiên,anh có khả năng,nếu như tài năng của anh kết hợp được với sự tự tin,anh ấy sẽ là 1 ngôi sao thực thụ".
Do kết quả nghèo nàn của Album này,anh bị cắt hợp đồng với Arista Records.Sau đó,chính T.I thành lập hãng đĩa của riêng mình Grand Hustle Entertainment và bắt đầu phát hành những đĩa mix nhạc với sự trợ giúp của DJ Drama.T.I xuất hiện trở lại vào mùa hè năm 2003 với người bạn cũ là Rapper của hãng đĩa Atlanta là Bone Crusher với ca khúc "Never Scared".Và những đĩa nhạc mix và ca khúc này đã làm cho các hãng đĩa lớn chú ý lại T.I và anh đã ký 1 hợp đồng đầu tư mạo hiểm với hãng đĩa lớn Atlantic Records

### Giai đoạn 2003-2005: Trap Muzik và Urban Legend
T.I phát hành Album thứ 2 Trap Muzik thông qua hãng đĩa Grand Hustle Records vào ngày 19 tháng 8 năm 2003.Nó xuất hiện ở vị trí thứ tư trên bảng xếp hạng và bán được 109.000 bản ngay trong tuần đầu tiên được phát hành,với các Single được phát hành là "24s", "Be Easy", "Rubberband Man", và "Let's Get Away".Album có sự góp mặt của các khách mời là Eightball & MJG, Jazze Pha, Bun B và Macboney,được sản xuất bởi Jazze Pha, Kanye West, David Banner, Madvacvà DJ Toomp.Vào tháng 3,2004, một lệnh bắt giữ được thi hành khi T.I đã vi phạm trong khi đang được hưởng án treo cho 1 vụ án về ma túy vào năm 1997. Anh bị kết án 3 năm tù giam.Trong khi đang ở tù tại Cobb County, Georgia, anh đã tham gia một bộ phim trái phép. Một tháng sau, anh được cho phép được làm việc trong thời gian cải tạo.
T.I phát hành Album thứ 3 Urban Legend vào tháng 11,2004.Nó xuất hiện ở vị trí thứ 7 trong top Billboard 200 và tẩu tán được 193.000 bản ngay trong tuần đầu tiên phát hành.Single đầu tiên của Album,"Bring Em Out" được phát hành tháng 1,2005 và trở thành hit đầu tiên của T.I được lọt vào Top 10,khi leo lên đến vị trí thứ 9 tại Billboard Hot 100,trong khi single thứ 2 "U Don't Know Me" chỉ ở vị trí thứ 23 của Billboard Hot 100.T.I cũng xuất hiện trong video "Soldier" với sự góp mặt của Destiny's Child và Lil' Wayne,đạt hạng 3 tại bảng xếp hạng U.S Hot 100.
Năm 2006,T.I nhận được 2 đề cử giải Grammy cho "Ca khúc hợp tác hay nhất " dành cho "Soldier" và " Hát rap hay nhất" dành cho "U Don't Know Me" tại Grammy lần thứ 48.Cũng trong năm đó,anh giành được giải thưởng:"Rapper của năm","Album Rap của năm","Nghệ sĩ có Album Rap của năm","bài hát Rap của năm" và "Viedo của năm" của Billboard Music Award,và "nghệ sĩ Hip hop Nam hay nhất" tại lễ taro giải BET Awards.

### Giai đoạn 2006-2007:T.I bị buộc tội chứa vũ khí trái phép
Năm 2006,T.I đóng bộ phim đầu tiên ATL.Bộ film có sự góp mặt của Lauren London, Big Boi, Evan Ross, Mykelti Williamson, Jason Weaver và Keith David,kịch bản của Tina Gordon Chism và Antwone Fisher, sản xuất bởi Timothy M. Bourne, Tionne Watkins,và Will Smith, do Christopher Robinson làm đạo diễn.Trong phim,T.I đóng vai Rashad Swann,1 học sinh trung học mồ côi cha mẹ.Trong tuần công chiếu đều tiên,bộ phim thu về 11,5 triệu dollar,đoạt doanh thu cao thứ 3 tại các phòng vé,và cuối cùng thu về 22,5 triệu dollar lợi nhuận.
Album thứ tư của anh,King,xếp thứ nhất tại bảng xếp hạng Billboard 200 trong nửa đầu năm 2006,bán được 522.000 bản trong tuần đầu tiên phát hành.T.I phát hành "Front back" và "Ride with me" như là ca khúc viết để quảng bá.ca khúc ít thu hút được sự quan tâm nhưng đã giúp quảng bá cho Album và bộ phim ATL."King" đã nhận được hàng tá giải thưởng và đề cử bao gồm cả "Album rap hay nhất" tại Grammy Award.Anh cũng góp giọng trong ca khúc "Shoulder Clean" của Young Dro,đạt top 10 của U.S Hot 100. và xếp đầu tiên trong bảng xếp hạng Hot R&B/Hip-Hop Songs và Hot Rap Tracks.
Ca khúc "What You Know" đã mang về cho T.I giải " Trình diễn rap hay nhất" và đề cử cho "Album rap hay nhất" tạo Grammy lần thứ 49,cũng trong năm này,T.I hợp tác với Justin Timberlake trong ca khúc "My Love",ca khúc nhanh chóng trở thành hit lớn trên toàn thế giới và cùng Justin Timberlake mang về thêm 1 giải Grammy cho "Hợp tác Hip-hop hay nhất".Anh cũng đoạt giải "nghệ sĩ Hip-Hop Nam hay nhất" lần thứ 2 liên tiếp của BET Awards.
T.I phát hành Album thứ 5,"T.I vs T.I.P" vào ngày 3 tháng 7 năm 2007.Single đầu tiên ""Big Things Poppin' (Do It)",được sản xuất bởi Mannie Fresh và được phát hành trên sóng radio vào ngày 17/4/2007.Single thứ 2, "You Know What It Is".với sự góp mặt của Wyclef Jean,được phát hành 12/6/2007. "T.I vs T.I.P" bán được 468.000 tại Mỹ,xuất hiện tại vị trí đầu tiên của Billboard 200.Album với sự xuất hiện của các khách mời Jay-Z, Busta Rhymes, Wyclef Jean, Nelly,và Eminem được sản xuất bởi Eminem, Jeff Bass, Mannie Fresh, Grand Hustle, The Runners, Just Blaze, Wyclef Jean và Danja. vắng mặt trong đội ngũ sản xuất lần này là những người quen thuộc như DJ Toompvà The Neptunes.
T.I cũng xuất hiện trong bộ phim bom tấn của đạo diễn Ridley Scott, "American gangster" bên cạnh các diễn viên gạo cội như Denzel Washington và Russel Crowe,và cũng góp phần tronh việc sáng tác nhạc của bộ phim.
Vào ngày 13/10/2007,nhân viên cảnh sát liên bang đã bắt giữ T.I chỉ 4 tiếng trước lễ trao giải BET Awards tại Atlanta.Anh bị buộc 2 tội nghiêm trọng:sở hữu trái phép 3 khẩu súng máy,2 bộ giảm thanh và nổ súng trái phép.Vụ bắt giữ được diễn ra tại bãi đậu xe của trung tâm mua sắm.T.I đã bước ra khỏi tòa án Atlanta sau khi quan tòa Alan J. Baverman yêu cầu T.I phải đóng phạt 3 triệu dollar,trong đó có 2 triệu dollar bằng tiền mặt và 1 triệu được trích từ tài sản hiện thời của anh.T.I được yêu cầu ở tại nhà và chỉ được ra ngoài khi cần được chăm sóc y tế và tới tòa án.Những người duy nhất được ở với anh là bạn gái và con của anh.Khách thăm chỉ được phép khi có sự chấp thuận của tòa.

### Giai đoạn 2008-nay: Paper Trail
Phiên tòa của T.I được lên kế hoạch vào ngày 3/1/2008,tuy nhiên quan tòa Alan J. Baverman đã dời nó lại vào 19/2/2008.Anh bị buộc tội sở hữu vũ khí trái phép,anh bị phạt án tù không xác định thời gian thi hành,1 năm bị giam giữ tại nhà và 1.500 giờ lao động công ích.Trong buổi phóng vấn với kênh truyền hình MTV về thời gian bị giam,T.I đã phát biểu rằng:"Có lẽ,trong lúc ở đó,tôi sẽ lên kế hoạch về sự quay lại của mình ".và anh chứng tỏ điều đó bằng hành động.Anh đã xuất hiện trong video "I'll be loving u long time" của Mariah Carey,doạt vị trí thứ 58 trong U.S Top 100.
Trong thời gian bị giam giữ bị tại nhà,T.I bắt đầu viết lời ca khúc cho Album mới.Single quảng bá đầu tiên của Album "No Matter What" được phát hành vào tháng 4,2008.Single chính thức của Album "Whatever U Like" được phát hành tháng 7/2008 và nhanh chóng trở thành single thành công nhất của T.I,phá vở kỷ lục khi nhảy từ vị trí thứ 71 lên vị trí thứ một trong bảng xếp hạng Billboard Hot 100.T.I phát hành Album thứ 6 "Paper Trai" vào tháng 9/2008,xếp vị trí thứ nhất trong bảng xếp hạng Billboard 200 và bán được 568.000 bản tại Mỹ.
Single thứ 2," Swagga like us" với sự góp mặt của Jay-Z,Kanye West,Lil' Wayne và M.I.A,đạt vị trí thứ 5 tại Billboard Hot 100.Sigle thứ 3,"Live Your Life" với sự góp mặt của Rihanna lại lập 1 kỷ lục mới khi nhảy từ vị trí thứ 80 lên đầu bảng của Billboard Hot 100.Single thứ 4,"Dead and Gone" hợp tác với Justin Timberlake đã giữ vị trí thứ 2 suốt 5 tuần liền và mang về để cử cho " Hợp tác Hip hop hay nhất " và "ca khúc Rap hay nhất" tại Grammy lần thứ 52.Còn tại Grammy lần thứ 51,T.I có được 4 đề cử và giành được giải cho "Ca khúc hay nhất của nhóm hay đôi".T.I cũng tham gia bộ phim mới,"Takers" bên cạnh Matt Dillon, Paul Walker, Idris Elba, Hayden Christensen và Chris Brown,đồng thời,anh còn là chỉ đạo sản xuất của bộ phim.